# Port lotniczy Kyaingdôn
Port lotniczy Kyaingdôn (IATA: KET, ICAO: VYKG) – port lotniczy położony w Kyaingdôn (ang. Kengtung), w stanie Szan, w Birmie.